# Estação Ferroviária de Mato Miranda
A estação ferroviária de Mato Miranda (nome anteriormente grafado como "Matto"), também chamada de Mato de Miranda, é uma interface da Linha do Norte, que serve as freguesias da Azinhaga e do Pombalinho, no concelho de Golegã, em Portugal.

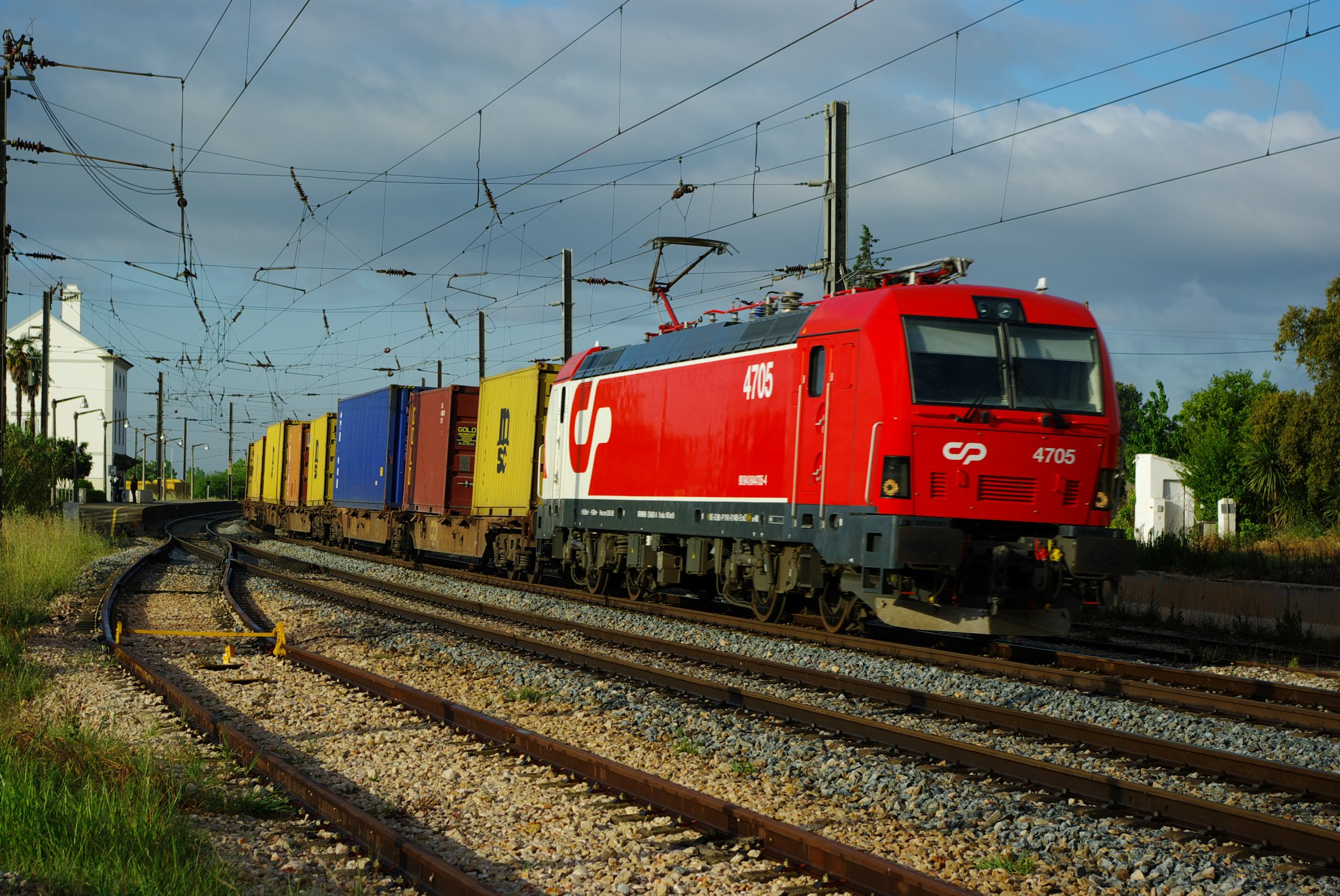
Comboio de mercadorias passando pela estação de Mato Miranda, em 2009.

## Descrição

### Localização e acessos
A estação está situada no noroeste da aldeia homónima, na  Rua João Veiga, que dá acesso à EN365-4; esta atravessa a linha numa passagem de nível, com guarda, imediatamente a sul da estação. A sede de freguesia local, Azinhaga, dista pouco menos de três quilómetros, para sulsudoeste, enquanto que a sede da vizinha freguesia de Pombalinho, fica ligeiramente mais próxima, para sul.

### Infraestrutura
O edifício de passageiros situa-se do lado nascente da via (lado direito do sentido ascendente, a Campanhã) e conta com 4 andares, que originalmente continham as seguintes divisões:[carece de fontes?]
- Rés-do-Chão: Sala de Espera, Sala de Despacho de Volumes, Bilheteira, e Sala do Chefe de Estação;
- Primeiro Piso: Apartamento do Chefe de Estação;
- Segundo Piso: Dormitório e Apartamento;
- Sótão.

Esta interface apresenta duas vias de circulação, identificadas como I e II, ambas com comprimentos de 1060 e 1305 m, respetivamente, e acessíveis por plataformas de 140 e 146 m de comprimento e ambas com 40 cm de altura.

### Serviços
A estação é servida pelo serviço Regional Lisboa - Entroncamento - Tomar, com um comboio por hora em cada sentido.

## História

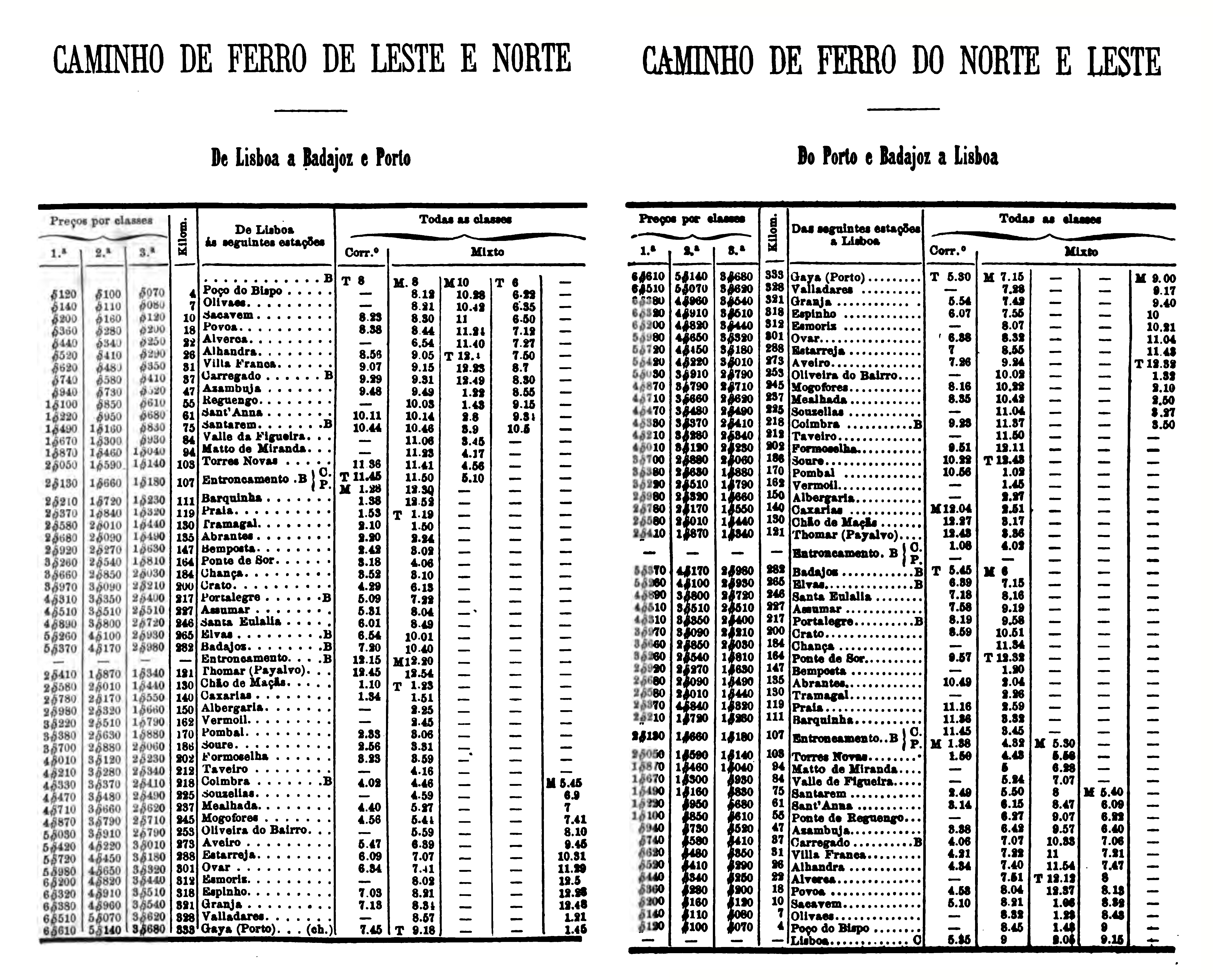
Horário de 1876, onde esta estação surge com a grafia original: Matto de Miranda.

Esta estação encontra-se no troço entre Santarém e Entroncamento da Linha do Norte, que entrou ao serviço, junto com o lanço até Abrantes da Linha do Leste, em 7 de Novembro de 1862.
Em 7 de Maio de 1893, foi duplicado o troço da Linha do Norte entre Mato Miranda e Torres Novas.
Até à década de 2000, a estação contava uma grua e um barracão, alojamento para o chefe de estação, bilheteira, e serviço de despacho de volumes. O edifício de passageiros foi fechado e deixado ao abandono até ser reconvertido em dormitório para pessoal ferroviário.[carece de fontes?]

Em Janeiro de 2011, Mato Miranda apresentava duas vias de circulação, com 1310 e 1305 m de comprimento; ambas as plataformas tinham 146 m de extensão, tendo a primeira 40 cm de altura e a segunda 70 cm. Contava com um total de cinco vias, mas em 2016 as três vias de resguardo foram levantadas.[carece de fontes?] Já em 2019 foi elencado como um dos interfaces da Linha do Norte a equipar com vias de resguardo para estacionamento / ultrapassagem no âmbito da iniciativa Ferrovia 2020.